# Bacúrio III
Bacúrio III (em latim: Bacurius; em grego: Βακούριος; romaniz.: Bakoúrios; em georgiano: ბაკურ; romaniz.: Bakur), da dinastia cosroida, foi o último rei (mefe) do Reino da Ibéria de uma data incerta até sua morte em 580, quando a realeza foi abolida por ordens do xainxá Hormisda IV (pr.  579–590) do Império Sassânida. Sua autoridade era sobretudo nominal e restringia-se à sua capital e redutos imediatos, haja vista o reino já estar consideravelmente sob controle dos iranianos e seus governadores nomeados.

## Nome
Pácoro (Pacorus; Πάκορος, Πακώρος, Παχορος, Pákoros, Pakṓros, Pachoros), Pacores (Πακορης, Pakorēs), Pácuro (Πάκουρος, Pákouros), Pacúrio (Pacurius; Πακούριος, Pakoúrios) ou Bacúrio (Bacurius; Βακούριος, Bakoúrios) são as formas latina e grega do iraniano médio Pacur (Pakur), derivado do iraniano antigo Baguepur (bag-puhr), "filho de um deus". Foi registrado em armênio (Բակուր) e georgiano (ბაკური) como Bacur (Bakur), em siríaco como Pacor (ܦܩܘܪ, Paqor), em gandari como Pacura (𐨤𐨐𐨂𐨪) e em aramaico como Pacur (𐡐𐡊𐡅𐡓𐡉, pkwry).

## Vida
Bacúrio era filho e sucessor de Farasmanes VI no Reino da Ibéria. A data de sua ascensão ao trono é desconhecida, mas governou como contemporâneo do xainxá Hormisda IV (pr.  579–590) do Império Sassânida. A autoridade de Bacúrio era bastante limitada e dificilmente se estendia além de sua fortaleza em Ujarma, enquanto a capital, Tiblíssi, e o interior da Ibéria eram governados mais diretamente pelos sassânidas. Quando morreu em 580, Hormisda aproveitou a oportunidade para abolir a realeza. Era pai de Adanarses I.